# Hans Smits

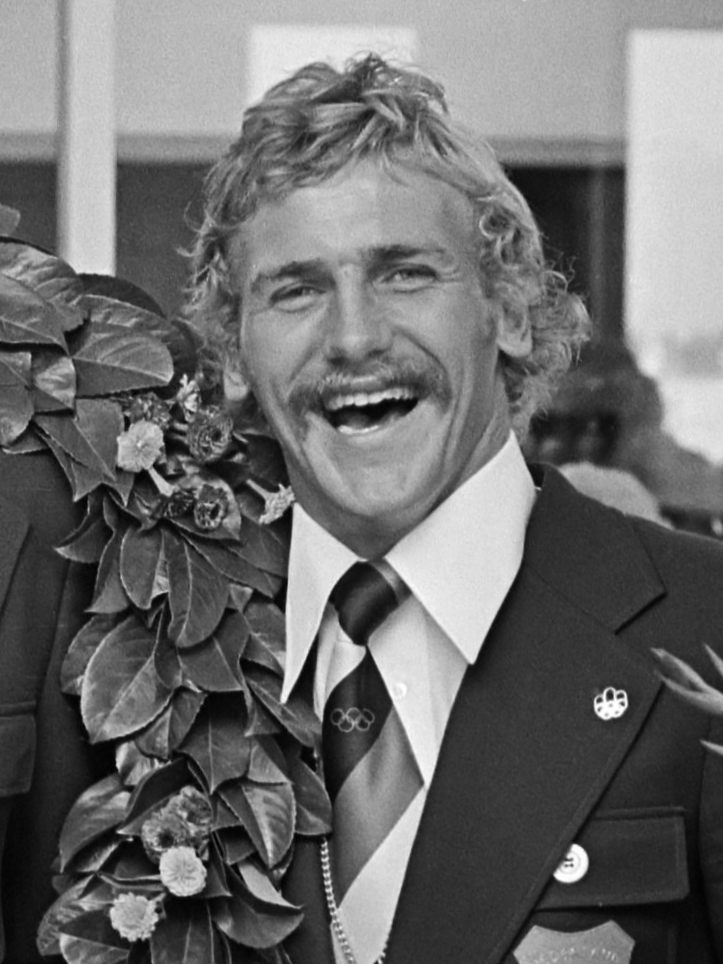
Hans Smits (1976)

Hans Karel Daniël Smits (* 24. Januar 1956 in Den Helder) ist ein ehemaliger niederländischer Wasserballspieler. Mit der niederländischen Nationalmannschaft gewann er 1976 die olympische Bronzemedaille.

## Sportliche Karriere
Der 1,88 Meter große Smits spielte im Verein De Robben in Hilversum.
1974 bei der Europameisterschaft in Wien spielten alle acht teilnehmenden Mannschaften gegeneinander. Mit zwei Siegen und zwei Unentschieden belegten die Niederländer dank der besseren Tordifferenz den vierten Platz vor den Italienern.
1976 bei den Olympischen Spielen in Montreal erreichten die Niederländer als Vorrundenerste die Finalrunde. Nach der Finalrunde standen die Ungarn als Olympiasieger fest. Dahinter hatten die Italiener und die Niederländer jeweils zwei Siege, zwei Unentschieden und eine Niederlage. Die Tordifferenz war ebenfalls gleich und im direkten Vergleich hatten sich die beiden Teams mit 3:3 getrennt. Die Italiener erhielten die Silbermedaille dank der mehr erzielten Tore in der Finalrunde, die Niederländer bekamen die Bronzemedaille. Smits wirkte in allen acht Spielen mit, sein einziges Tor erzielte er im Vorrundenspiel gegen die Mannschaft aus der Sowjetunion. Nach der Bronzemedaille bei den Olympischen Spielen 1948 war dies die zweite olympische Medaille für den niederländischen Wasserball, die dritte gewannen 32 Jahre später die Wasserballerinnen mit Gold 2008. 
1977 erreichten die Niederländer den fünften Platz bei der Europameisterschaft in Jonköping. Smits warf drei Tore, darunter den letzten Treffer im letzten Spiel zum 5:1 gegen die bundesdeutsche Mannschaft.